# Partia Nic Niewiedzących

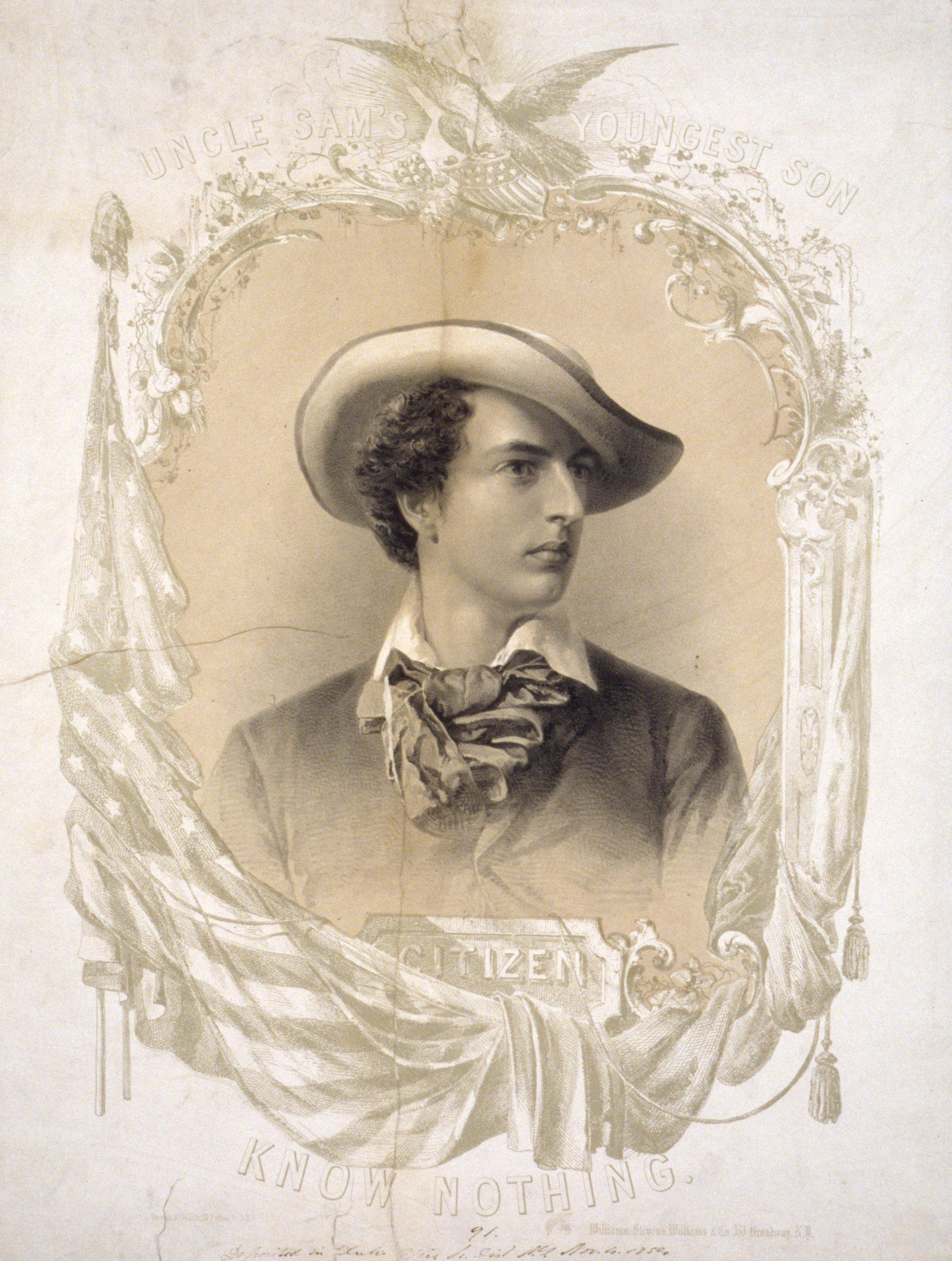
Obywatel Know Nothing, personifikacja ideałów ruchu

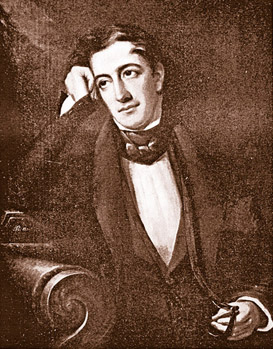
Lewis Charles Levin, pierwszy lider partii

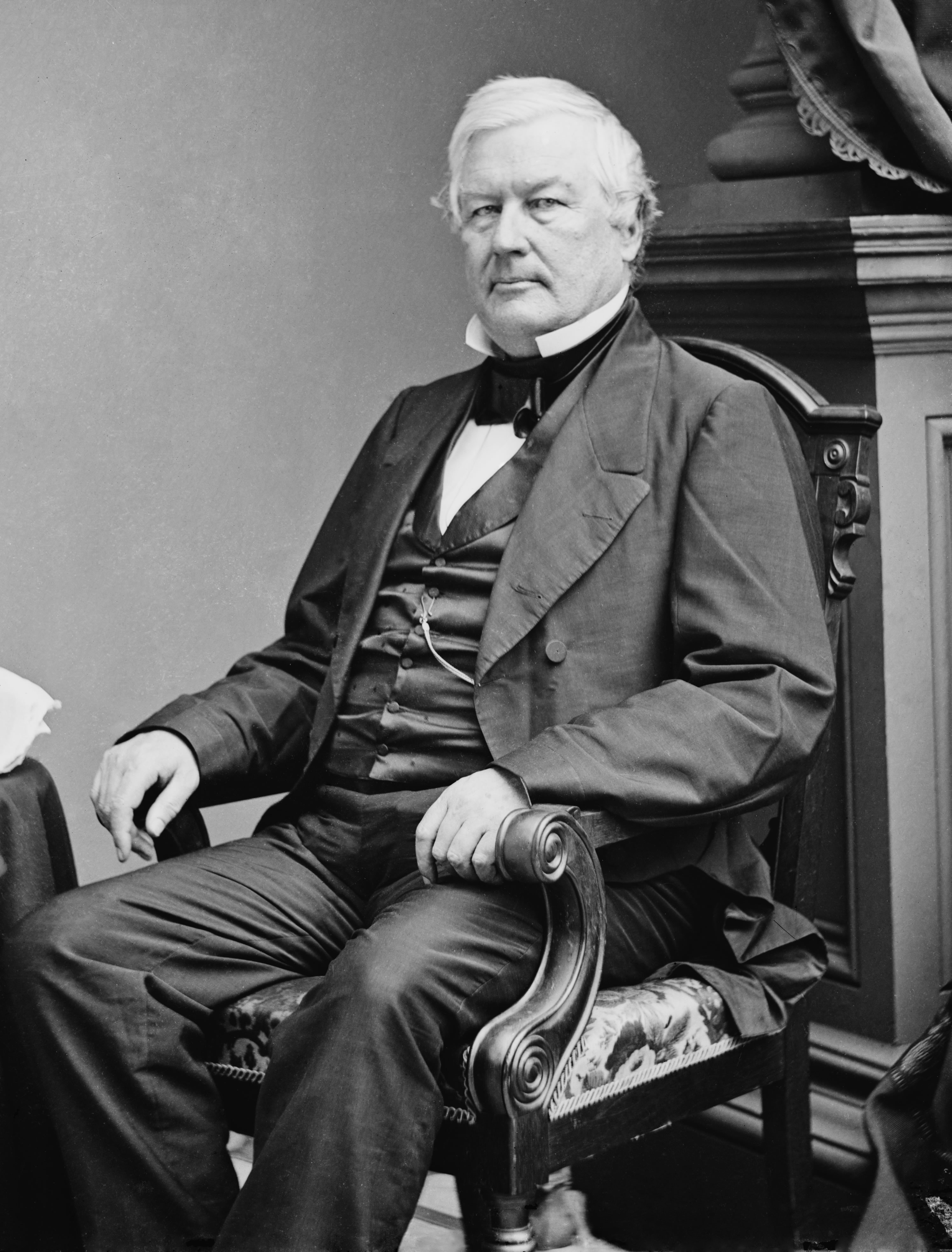
Millard Fillmore, kandydat w wyborach w 1860 roku

Partia Nic Niewiedzących (ang. Know Nothing, Know Nothing movement, Native American Party, Ruch Nic Niewiedzących, spotyka się także wersję mniej poprawną językowo „Partia Nic Nie Wiedzących”) – partia polityczna istniejąca i działająca w Stanach Zjednoczonych w latach 1844–1860.

## Historia
W latach 40. XIX wieku nastąpił duży napływ imigrantów do Stanów Zjednoczonych, głównie z Prus, Skandynawii i Irlandii. Znaczną część spośród nowo przybyłych stanowili katolicy, przeciwko którym buntowały się konserwatywnie nastawione koła protestanckie. Wówczas to Charles Allen stworzył w Nowym Jorku organizację o nazwie Zakon Gwieździstego Sztandaru, która zaczerpnęła swoje zasady z lóż masońskich. Członkowie przechodzili inicjacje oraz zaprzysiężenia i mieli różne stopnie wtajemniczenia, jednak gdy pytano ich o cele, odpowiadali „nic nie wiem” (ang. I know nothing), zgodnie z nazwą. Partia została oficjalnie powołana w 1849 roku, a ich głównym celem było faworyzowanie rodowitych amerykańskich protestantów przy obsadzaniu stanowisk w administracji publicznej.

## Działalność
W 1852 roku do partii dołączyła grupa  pod przewodnictwem Jamesa Bakera, który wcześniej był liderem Order of the United Americans. Głównym ośrodkiem partii był Nowy Jork, lecz w pierwszej połowie lat 50. jej struktury powstawały także w innych stanach. Dwa lata później działacze przyjęli konstytucję stowarzyszenia i wystartowali w wyborach lokalnych, obsadzając niektóre stanowiska w legislaturach stanowych i zdobywając kilkadziesiąt mandatów w Kongresie. Ich poparcie było zróżnicowane – na Zachodzie nic niewiedzący byli mniej antyimigranccy, stąd często współpracowali z dawnymi wigami. Na Południu sprzyjali konserwatywnym demokratom. Najsilniejsze poparcie mieli jednak w stanach pogranicza: Missouri, Kentucky i Tennessee oraz większości stanów Nowej Anglii. Wobec aktywizacji wyborczej imigrantów, partia domagała się przedłużenia okresu naturalizacji z 5 do 21 lat. Ponadto usiłowali nie dopuścić imigrantów do oddania głosu w wyborach, co spowodowało rozruchy m.in. w Baltimore, Cincinnati, Nowym Orleanie i Louisville.
W 1856 roku zmienili nazwę na „Partia Amerykańska”. Na konwencji nominacyjnej w Filadelfii, delegatów podzieliła proniewolnicza platforma wyborcza forsowana przez działaczy z Południa. Padały tam wówczas hasła nacjonalistyczne („Ameryka musi być rządzona przez Amerykanów”) i ksenofobiczne („wszyscy ludzie rodzą się równi, oprócz Murzynów, cudzoziemców i katolików”). Nominację prezydencką uzyskał Millard Fillmore, który w wyborach powszechnych uzyskał 21% poparcia, jednakże w Kolegium Elektorów uzyskał głosy tylko ze stanu Maryland. Po tych wyborach poparcie dla nic niewiedzących zaczęło spadać, co było spowodowane podziałami w kwestii niewolnictwa. Większość działaczy z Południa sprzyjało utrzymaniu niewolnictwa, więc dołączało do Partii Demokratycznej. Politycy z Północy, prezentujący postawy abolicjonistyczne, przechodzili do Partii Republikańskiej, włącznie z Henrym Millsem Fullerem i Natanielem Banksem. Pozostali dołączyli do starych wigów i utworzyli Partię Unii Konstytucyjnej i w 1860 roku wystawili kandydaturę Johna Bella. Liczebność Partii Nic Niewiedzących była znikoma, jednak wystawiła kandydaturę Williama Sewarda na prezydenta.
| Wybory prezydenckie | Kandydat          | Głosy powszechne | Głosy elektorskie |
| ------------------- | ----------------- | ---------------- | ----------------- |
| 1852                | Jacob Broom       | 2 566            | 0                 |
| 1856                | Millard Fillmore  | 873 053          | 8                 |
| 1860                | William H. Seward | b.d.             | 0                 |

| Wybory do Izby Reprezentantów | Liczba mandatów |
| ----------------------------- | --------------- |
| 1844                          | 6               |
| 1846                          | 1               |
| 1848                          | 1               |
| 1854                          | 51              |
| 1856                          | 14              |
| 1858                          | 5               |

| Wybory do Senatu | Liczba mandatów |
| ---------------- | --------------- |
| 1854             | 1               |
| 1856             | 5               |
| 1858             | 2               |

## Wykorzystywanie terminu
Termin „Know Nothing” zachował się w pamięci Amerykanów znacznie lepiej niż sama partia. Pod koniec XIX wieku demokraci nazywali republikanów „Know Nothings”, gdy zabiegali o głosy katolików. Od początku XX wieku termin przybrał formę nieomal obraźliwą sugerując, że oponent jest „natywistą” i
„ignorantem”. W roku 2006 artykuł redakcyjny w neokonserwatywnym piśmie The Weekly Standard pióra Williama Kristola oskarżył populistycznych republikanów o niedostrzeganie niebezpieczeństwa „przekształcenia GOP w antyimigracyjną partię Know Nothing”. Artykuł redakcyjny w gazecie New York Times z niedzieli 20 maja 2007 roku, omawiając proponowaną ustawę imigracyjną, użył określenia „this generation's Know-Nothings…”.